# Milada Skrbková
Milada Skrbková (n. 30 mai 1897, Praga, Austro-Ungaria – d. 2 octombrie 1935, Praga, Cehoslovacia) a fost o jucătoare de tenis cehă, medaliată olimpică. A participat la o ediție a Jocurilor Olimpice (1920) în care a câștigat o medalie de bronz.

## Participări
Lista de mai jos prezintă principalele competiții la care a participat Milada Skrbková de-a lungul carierei.
- tennis at the 1920 Summer Olympics – mixed doubles[*]